# Ali Lohan
Aliana Taylor "Ali" Lohan, född 22 december 1993 i New York i New York, är en amerikansk fotomodell, sångerska, skådespelare och TV-personlighet. 
Aliana Lohan är dotter till Dina och Michael Lohan och är yngre syster till Lindsay och Michael Lohan Jr.